# Dioscorea schwackei
Dioscorea schwackei är en enhjärtbladig växtart som beskrevs av Edwin Burton Uline och Reinhard Gustav Paul Knuth. Dioscorea schwackei ingår i släktet Dioscorea och familjen Dioscoreaceae. Inga underarter finns listade i Catalogue of Life.